# 4981 Sinyavskaya
4981 Sinyavskaya је астероид главног астероидног појаса чија средња удаљеност од Сунца износи 2,875 астрономских јединица (АЈ).
Апсолутна магнитуда астероида је 12,0.